# Omul care și-a găsit chipul
Omul care și-a găsit chipul (sau Omul care și-a găsit fața) (rusă Человек, нашедший своё лицо - Omul care și-a pierdut fața) este un roman științifico-fantastic de Aleksandr Beleaev. Romanul este dedicat utilizării descoperilor din endocrinologie pentru a schimba corpul uman și problemele etice care apar în legătură cu acest lucru. 
Inițial romanul a fost publicat ca Человек, потерявший лицо - Omul care și-a pierdut chipul în 1929, iar în 1940, romanul a fost radical revizuit și publicat sub denumirea Человек, нашедший своё лицо - Omul care și-a găsit chipul, cu aceleași personaje și aceiași poveste.

## Traduceri în limba română
- Omul care și-a găsit chipul (1929), traducere de V. Probeanu și M. Cardaș. Publicat în Aleksandr Beleaev - Omul-amfibie, Opere alese I, Editura Tineretului, colecția Cutezătorii, București, 1962.

## Legături externe
- Omul care și-a găsit chipul la fantlab.ru